# Instabile (Virginio)
Instabile è il secondo singolo del cantautore Virginio Simonelli, estratto dall'album Virginio e pubblicato il 29 maggio 2006 dall'Universal Music.
Il brano è stato scritto e arrangiato interamente dal cantante stesso.

## Il video
Il videoclip del brano è stato diretto da Riccardo Bernasconi e prodotto dall'agenzia Naba.

## Tracce
1. Instabile – 3:20 (Virginio Simonelli)